# Kerivoula pellucida
Kerivoula pellucida är en fladdermusart som först beskrevs av Waterhouse 1845.  Kerivoula pellucida ingår i släktet Kerivoula och familjen läderlappar. IUCN kategoriserar arten globalt som nära hotad. Inga underarter finns listade i Catalogue of Life.
Arten förekommer på södra Malackahalvön, på Borneo, på Sumatra, på Java och på Filippinerna. Den lever i låglandet och i låga bergstrakter upp till 1000 meter över havet. Habitatet utgörs av olika slags skogar. Individerna vilar på blad eller i täta buskar.
Arten har 29 till 32 mm långa underarmar, en 40 till 50 mm lång svans och en vikt av 3,5 till 5 g. Pälsen på ryggen har en orangebrun färg med hår som är ljusgrå till vit nära roten. På buken förekommer ljusgrå till vit päls. Flygmembranen och öronen är nästan genomskinliga med en orangebrun färg. Med en längd av 13 till 15 mm är öronen långa för en fladdermus av denna storlek. Ansiktet är bara glest täckt med hår och huden har en orangeröd färg. Denna fladdermus saknar liksom de flesta andra läderlappar hudflikar (blad) på näsan och den har skarpa tänder.
Kerivoula pellucida flyger vanligen tätt över marken när den jagar med hjälp av ekolokalisering. Per kull föds en unge. Ibland iakttas en unge som håller sig fast i moderns päls under jakten. Lätets frekvens varierar mellan 58 och 178 kHz. Honor kan bli brunstiga under hela året och könsmognaden infaller cirka ett år efter födelsen.